# Léo Condé
Leonardo Rodrigues Condé, meglio noto come Léo Condé (Piau, 21 aprile 1978), è un allenatore di calcio brasiliano, tecnico del Ceará.

## Palmarès

### Allenatore

#### Competizioni statali
- Copa Rio

Nova Iguaçu: 2012
- Campionato Alagoano: 1

CRB: 2017
- Campionato Maranhense: 2

Sampaio Corrêa: 2020, 2022
- Campionato Baiano: 1

Vitoria: 2024
- Campionato Cearense: 1

Ceará: 2025

#### Competizioni nazionali
- Campeonato Brasileiro Série B: 1

Vitória: 2023